# Computerwelt
Computerwelt (en español, Mundo de computadoras), distribuido a nivel internacional con el título en inglés Computer World, es el octavo álbum del grupo alemán de música electrónica Kraftwerk, publicado el 10 de mayo de 1981, por Kling Klang y EMI.
La temática central del álbum es la informática y los ordenadores, alzados a niveles casi humanos. Letras pulsantes, cortas y repetitivas que siguen con la máxima de Kraftwerk de llegar a la mayor parte de sus oyentes. En «Numbers» la letra es simple, basada en la enumeración entre el 1 y el 8 en varios idiomas, dándole una pluralidad lingüística, desde el alemán al inglés pasando por francés, italiano, castellano y japonés. Por otro lado, «Computer Love» está basada en el concepto de las relaciones amorosas a través de computadoras.

## Contenido

### Portada
La portada del álbum muestra un terminal (probablemente un Hazeltine 1500) en cuya pantalla se pueden ver las cabezas de los cuatro miembros de la banda.
El diseño de la cubierta interior, creada por Emil Schult y fotografiada por Günter Fröhling, muestra cuatro maniquíes de apariencia robótica que representan a los miembros de la banda. Es similar al diseño del álbum anterior, Die Mensch-Maschine, también creada por Fröhling. En dos de las fotos, se puede ver al maniquí que representa a Karl Bartos tocando un Stylophone, instrumento que se escucha en la pista «Pocket Calculator».

## Lanzamiento y recepción
Computer World alcanzó el puesto 7 en las listas alemanas y el 15 en el UK Albums Chart. Obtuvo la certificación Plata de la British Phonographic Industry (BPI) el 12 de febrero de 1982 al haber superado las 60.000 copias vendidas.
La pista «Computer Love» fue lanzada como un sencillo de siete pulgadas en el Reino Unido, teniendo como cara B «The Model», del álbum anterior del grupo, Die Mensch-Maschine. En noviembre de 1981, las dos canciones fueron reeditadas como un sencillo de doce pulgadas con doble cara A.
Computerwelt fue escogido como el segundo mejor álbum de 1981 por la revista británica NME, siendo solo superado por Nightclubbing de Grace Jones. En 2018, Pitchfork lo posicionó en el número 18 de su lista de los mejores álbumes de la década de los 80.

## Lista de temas

### Edición alemana
| Lado A |                                            |                                   |          |  |
| N.º    | Título                                     | Escritor(es)                      | Duración |  |
| 1.     | «Computerwelt» (Mundo de computadoras)     | Hütter, Schneider, Bartos, Schult | 5:05     |  |
| 2.     | «Taschenrechner» (Calculadora de bolsillo) | Hütter, Schneider, Bartos         | 5:00     |  |
| 3.     | «Nummern» (Números)                        | Hütter, Schneider                 | 3:00     |  |
| 4.     | «Computerwelt 2» (Mundo de computadoras 2) | Hütter, Schneider                 | 3:30     |  |

| Lado B |                                                        |                        |          |  |
| N.º    | Título                                                 | Escritor(es)           | Duración |  |
| 1.     | «Computerliebe» (Amor de Computadora)                  | Hütter, Bartos, Schult | 7:00     |  |
| 2.     | «Heimcomputer» (Computadora hogareña)                  | Hütter, Schneider      | 6:00     |  |
| 3.     | «It's More Fun to Compute» (Es más divertido calcular) | Hütter, Schneider      | 4:15     |  |

### Edición inglesa
| Lado A |                         |                                   |          |  |
| N.º    | Título                  | Escritor(es)                      | Duración |  |
| 1.     | «Computer World»        | Hütter, Schneider, Bartos, Schult | 5:05     |  |
| 2.     | «Pocket Calculator»     | Hütter, Schneider, Bartos         | 4:55     |  |
| 3.     | «Numbers»               | Hütter, Schneider                 | 3:19     |  |
| 4.     | «Computer World, Pt. 2» | Hütter, Schneider                 | 3:21     |  |

| Lado B |                            |                        |          |  |
| N.º    | Título                     | Escritor(es)           | Duración |  |
| 1.     | «Computer Love»            | Hütter, Bartos, Schult | 7:15     |  |
| 2.     | «Home Computer»            | Hütter, Schneider      | 6:17     |  |
| 3.     | «It's More Fun to Compute» | Hütter, Schneider      | 4:13     |  |

### Edición francesa
| Lado A |                    |                                   |          |  |
| N.º    | Título             | Escritor(es)                      | Duración |  |
| 1.     | «Computer World»   | Hütter, Schneider, Bartos, Schult | 5:05     |  |
| 2.     | «Minicalculateur»  | Hütter, Schneider, Bartos         | 4:55     |  |
| 3.     | «Numbers»          | Hütter, Schneider                 | 3:00     |  |
| 4.     | «Computer World 2» | Hütter, Schneider                 | 3:30     |  |

| Lado B |                            |                        |          |  |
| N.º    | Título                     | Escritor(es)           | Duración |  |
| 1.     | «Computer Love»            | Hütter, Bartos, Schult | 7:00     |  |
| 2.     | «Home Computer»            | Hütter, Schneider      | 6:00     |  |
| 3.     | «It's More Fun to Compute» | Hütter, Schneider      | 4:15     |  |

### Edición japonesa
| Lado A |                                                |                                   |          |  |
| N.º    | Título                                         | Escritor(es)                      | Duración |  |
| 1.     | «コンピューター・ワールド» (Computer World)    | Hütter, Schneider, Bartos, Schult | 5:07     |  |
| 2.     | «電卓» (Dentaku)                               | Hütter, Schneider, Bartos         | 4:56     |  |
| 3.     | «ナンバース» (Numbers)                         | Hütter, Schneider                 | 3:19     |  |
| 4.     | «コンピューター・ワールド2» (Computer World 2) | Hütter, Schneider                 | 3:20     |  |

| Lado B |                                                             |                        |          |  |
| N.º    | Título                                                      | Escritor(es)           | Duración |  |
| 1.     | «コンピューター・ラブ» (Computer Love)                      | Hütter, Bartos, Schult | 7:16     |  |
| 2.     | «ホーム・コンピューター» (Home Computer)                    | Hütter, Schneider      | 6:17     |  |
| 3.     | «コンピューターはボクのオモチャ» (It's More Fun to Compute) | Hütter, Schneider      | 4:12     |  |